# Théâtre de l'Œuvre
El Théâtre de l'Œuvre es un teatro situado en el distrito IX de París (Francia) en el número 3 de Cité Monthiers, en el número 55 de la rue de Clichy. Es propiedad del grupo Vivendi (Bolloré).

## Historia
El Théâtre de l'Œuvre fue inicialmente una compañía teatral fundada bajo el nombre de Théâtre d'art en 1891 por el joven poeta Paul Fort, el actor Lugné-Poe (en 1893) del Théâtre-Libre de André Antoine, el poeta Camille Mauclair y el pintor Édouard Vuillard, miembro de los Nabis, con el objetivo de promover el movimiento simbolista en la literatura y la pintura. Tras el estreno de la obra Pelléas et Mélisande de Maurice Maeterlinck en el teatro de los Bouffes-Parisiens en 1893, la compañía se trasladó ese mismo año a una pequeña sala de la Cité Monthiers, la Salle Berlioz, y adoptó el nombre de Maison de l'Œuvre. Francis Norgelet fue su primer secretario general.
Su repertorio dedicó un espacio considerable a autores nórdicos (August Strindberg, Henrik Ibsen), junto con jóvenes escritores franceses como Henry Bataille, Henri de Régnier y Alfred Jarry. El estreno de Ubu Roi tuvo lugar el 10 de diciembre de 1896 en el Nouveau-Théâtre (inicialmente dirigido por Lugné-Poe y donde la compañía actuó regularmente entre 1891 y 1906), con Firmin Gémier en el papel principal. El teatro cerró en 1899.
Lugné-Poe tomó las riendas el 22 de diciembre de 1912 con una producción emblemática, L'Annonce faite à Marie (El anuncio hecho a María) de Paul Claudel. Las actividades de la compañía se interrumpieron en 1914 con el estallido de la Primera Guerra Mundial, pero se reanudaron en 1919 gracias al apoyo financiero de la actriz Marcelle Frappa. Lucien Beer y Paulette Pax sucedieron a Lugné-Poe en 1929. Administrado durante la Segunda Guerra Mundial por Jacques Hébertot debido a las Leyes sobre el estatus de los judíos promulgadas por el régimen de Vichy, que prohibía a los hebreos dirigir teatros, Raymond Rouleau se unió a Lucien Beer después de la Liberación en 1944, hasta 1951, cuando Robert de Ribon lo reemplazó.
En 1960, Pierre Franck, padre de Frédéric Franck, y Georges Herbert asumieron la dirección del teatro. En 1978, Georges Wilson asumió la dirección artística y dirigió las principales producciones. En 1995, Gérard Maro, quien dirigía la Comédie de Paris desde 1981, asumió la dirección del Théâtre de l'Œuvre y lo renovó. En 2012, Frédéric Franck, anteriormente director del Théâtre de la Madeleine (e hijo de Pierre Franck, quien había dirigido el teatro 50 años antes), lo sucedió.
El 30 de junio de 2016, Frédéric Franck dejó la dirección del teatro. François-Xavier Demaison y Benoît Lavigne dirigen ahora el teatro, que ahora forma parte de Vivendi Village, una filial del grupo Vivendi (Bolloré).